# Tokimeki Memorial Taisen Puzzle-Dama
Tokimeki Memorial Taisen Puzzle-Dama (ときめきメモリアル対戦ぱずるだま Tokimeki Memoriaru Taisen Pazarudama?) es un videojuego de puzle de Konami lanzado originalmente para arcade en diciembre de 1995. El título pertenece a la serie Taisen Puzzle-Dama, ambientándose en el universo de Tokimeki Memorial. Tras el arcade, tuvo versiones para PlayStation, Sega Saturn, PC y PlayStation Network. Ninguna versión fue lanzada fuera de Japón.
El juego tuvo una secuela titulada Tokimeki Memorial 2 Taisen Puzzle-Dama y la precula del móvil Tokimeki Memorial Girl Side Taisen Puzzle-Dama.